# Donda 2
Donda 2 — одинадцятий студійний альбом американського репера Каньє Веста, випущений 29 квітня 2025 року на стрімінгових сервісах. Спочатку це був демоальбом, ексклюзивно випущений на Stem Player, з чотирма піснями, які стали доступними 23 лютого 2022 року, а додаткові пісні додані згодом. Каньє Вест почав запис альбому на початку січня 2022 року. Йому передували сингли «Eazy» та «City of Gods». Альбом є сиквелом попереднього альбому Donda 2021 року.
Хоча очікувалося, що альбом буде оновлено та завершено, проєкт не зазнав серйозних оновлень протягом решти 2022 року. У світлі серії антисемітських заяв Каньє Веста пізніше того ж року материнська компанія Stem Player Kano Computing припинила з ним співпрацю і припинила роботу Stem Player. Як наслідок, альбом доступний лише тим, хто придбав оригінальну версію Stem Player. Численні пісні з альбому з тих пір спливли в Інтернет через витік, тоді як інші були перероблені та випущені іншими виконавцями.
29 квітня 2025 року Каньє Вест під іменем DONDA самостійно завантажив альбом на музичні стрімінгові сервіси через свій бренд YZY. Він включав дещо інший список треків та оновлений продакшн. Future виступив виконавчим продюсером Donda 2 у 2022 році. Продюсерами також стали Beach House, Dem Jointz, DJ Premier, Hit-Boy, Майк Дін, Шон Леон, The Chainsmokers, Теофілус Лондон, Wheezy та інші. Digital Nas пізніше став виконавчим продюсером перевидання 2025 року.

## Історія створення
В інтерв'ю Complex 4 січня 2022 генеральний директор Victor Victor Worldwide Стівен Віктор ексклюзивно повідомив журналу, що Каньє Вест почав роботу над продовженням свого десятого альбому Donda. Пізніше Віктор сказав виданню, що вихід «настане раніше, ніж ви думаєте». 27 січня 2022 року Каньє Вест анонсував альбом у Instagram з підписом «DONDA2 COMING 2 22 22 EXECUTIVE PRODUCED BY FUTURE». Каньє також згадав, що його виконавчим продюсером буде репер Future, з яким він раніше працював над синглом «I Won». Більшість видань сприйняли це як повідомлення про дату виходу альбому, хоча в цю дату він не був виданий.
Музичний продюсер Digital Nas, який брав участь у записі треків «Junya» та «Remote Control» з першої частини, розповів, що для Donda 2 Каньє відбирає пісні, які звучать «по-монастирськи». Каньє Вест сказав йому, що якщо пісні «не можна грати на похороні, народженні дитини, випускному, весіллі», то вони не увійдуть до альбому. В кінці січня 2022 Digital Nas заявив, що співак Мерілін Менсон щодня записувався на студії для Donda 2. Вест не хоче, щоб Менсон записувався на хіп-хоп-інструментали. Digital Nas порівняв творчий процес із шостим студійним альбомом Каньє Yeezus, а також повідомив, що деякі продюсери, які брали участь у його створенні, працювали над Donda 2.

## Випуск та просування

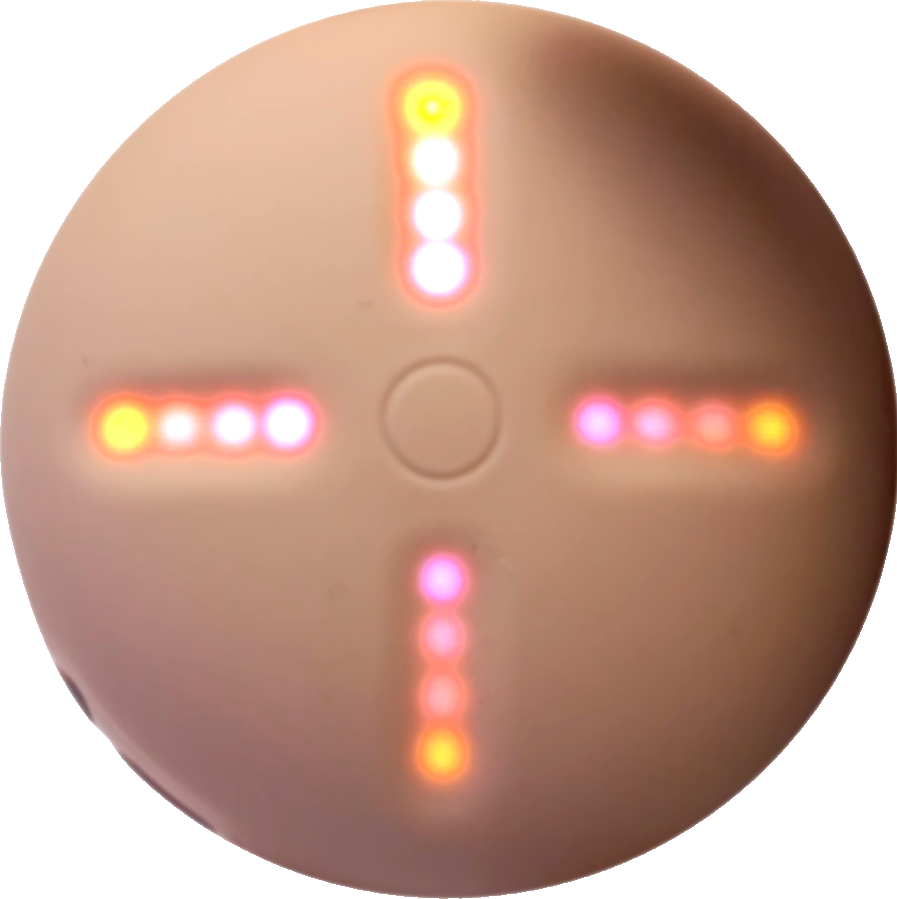
Stem Player, на якому був випущений альбом

17 лютого 2022 року Каньє Вест оголосив, що Donda 2 не буде доступний на жодних комерційних потокових сервісах і буде ексклюзивним для його аудіопристрою Stem Player за 200 доларів, який раніше був випущений разом із Donda. За словами Веста, він заробив близько 2,2 мільйона доларів на продажах Stem Player протягом 24 годин після оголошення, продавши понад 8000 копій.
15 січня 2022 року пісня «Eazy» вийшла на Spotify за день до того, як вона була випущена як перший сингл із альбому. 3 березня 2022 року було випущено музичне відео на пісню «Eazy», у якому Вест викрадає глиняну версію Піта Девідсона, а потім її ховає в могилу. 11 лютого «City of Gods» був випущений як другий сингл з альбому.
7 лютого 2022 року відбулася приватна вечірка для прослуховування Donda 2. Через шість днів Каньє Вест оголосив про публічний концерт під назвою «Kanye West: Donda Experience Performance» для альбому в LoanDepot Park у Маямі 22 лютого. Квитки на концерт вперше з’явилися в продажу 14 лютого 2022 року, за шість днів до продажу в IMAX. 21 лютого 2022 року було оголошено, що концерт транслюватиметься в кінотеатрах IMAX у 15 містах США о 21:00 ET. У відповідь на попит людей IMAX згодом розширив пряму трансляцію до 60 кінотеатрів по всій території США для однієї ночі події 22 лютого.
Загалом 22 пісні було оголошено через трек-лист для Donda 2, який Каньє Вест опублікував у своєму  Instagram 18 лютого 2022 року. 23 лютого чотири пісні під назвами «Security», «Pablo», «Broken Road» і «We Did It Kid», були надані власникам Stem Player через вебсайт. Ще 12 пісень було додано наступного дня в рамках оновлення під назвою «V2.22.22 Miami». Згодом Donda 2 потрапив в мережу через витік.
У січні 2023 року, у світлі антисемітських заяв Каньє Веста, Kano Computing, виробник Stem Player, оголосив, що їхня співпраця завершилася, і що Donda Stem Player буде згорнуто після того, як вони розпродадуть 5000 одиниць, що залишилися. У той же час Кано анонсував новий варіант Stem Player, розроблений у співпраці з Ghostface Killah, який не включатиме Donda 2 або будь-який інший матеріал від Каньє.

### Перевидання 2025 року
У березні 2025 року, після випуску незавершеної версії свого студійного альбому Bully, Каньє Вест оголосив у Твіттері, що має намір повернутися до роботи над Donda 2 після завершення Bully. Він опублікував зображення, яке, за словами HotNewHipHop, мало бути обкладинкою альбому. Протягом квітня 2025 року продюсер Digital Nas разом із Каньє Вестом почали транслювати музику, спочатку на Twitch, а згодом на Kick. У цих стрімах брали участь різні особистості, зокрема репер Дейв Блантс, стрімер Sneako та ультраправий політичний коментатор Нік Фуентес. Альбом був опублікований 29 квітня 2025 року на Spotify та YouTube Music, а на інших платформах з'явився протягом наступних годин. Цей реліз альбому включав різні зміни, такі як деякі різні назви треків, порядок та продакшн, бракувало треків «Selfish» та «Eazy», а також було додано чотири нові треки: «Mr Miyagi», «530» (коротша версія однойменної пісні, раніше випущеної на альбомі Vultures 2), «Burn Everything» (раніше випущена як сингл з Шоном Леоном) та «Maintenance».
1 травня альбом було оновлено на стрімінгових сервісах, з'явилися дві нові пісні під назвами «Suzy» та «Jesse». Невдовзі після релізу альбому на стрімінгу Digital Nas підтвердив, що в попередньому оновленні пісні «Happy» використовувався ШІ для створення вокалу Веста, заявивши, що він незабаром перезапише свій куплет після оновлення Donda 2, але, цього не сталося. 3 травня пісні «Pablo», «Mr. Miyagi» та «Happy» були видалені зі Spotify, а потім були знову додані з оновленням від 10 травня. 9 травня альбом було видалено з Apple Music. 10 травня альбом було знову оновлено, включивши нову пісню під назвою «City of Chi», у якій куплет Каньє знову записаний за допомогою штучного інтелекту. Це оновлення також додало вокал за допомогою штучного інтелекту до пісні «First Time in a Long Time». 5 червня Donda 2 був доданий до офіційного стрімінгового облікового запису Каньє Веста та YouTube разом з його іншими обліковими записами Ye та Donda. 12 червня пісні «Pablo», «Mr. Miyagi», «Happy» та «We Did It» були знову видалені зі Spotify.

## Запис
12 січня 2022 року Moneybagg Yo розділив переписку між ним і Каньє Вестом, які підтвердили причетність першого до Donda 2. Два дні потому модель Трейсі Міллс опублікувала в Instagram відео, в якому Вест записувався з A$AP Rocky, The Game, Pusha T і футболістом Антоніо Брауном. У ньому також були показані продюсери Майк Дін і DJ Premier. В той же день Каньє також записався з Blueface. 22 січня Вест вилетів до Маямі, щоб записатись з продюсером DJ Khaled. Згідно з Digital Nas, репер Travis Scott показував свої біти Весту для альбому.
Відкриваючий альбом треку «True Love» містить барабанну паузу, перероблену із синглу Каньє Веста «Runaway» 2010 року, і має 8-бітний фільтр. Він містить гостьову участь від репера XXXTentacion, що співає про втрачену любов. «Broken Road» — це балада, в якій Вест займається самоаналізом і заявляє про свою свободу. У «Get Lost» репер співає а капела з автотюном, згадуючи про свій шлюб з Кім Кардаш'ян.
«Pablo» — це енергійний трек із швидким бітом і повторюваним хуком Каньє Веста. «Louie Bags» — триб'ют дизайнеру Вірджилу Абло, другу Веста. Він говорить, що перестав купувати сумки Louis Vuitton Абло після його смерті. «Selfish» — це мінімалістична балада, в якій посмертно фігурує XXXTentacion, а Вест аналізує, як його недоліки привели до розводу. «Lord Lift Me Up» має оркестровий стиль і складається виключно з вокалу Vory.

## Комерційний успіх
Donda 2 не зміг потрапити в чарти Billboard, такі як Billboard 200, оскільки він недоступний окремо від покупки одного з пристроїв Stem Player [Веста] вартістю 200 з лишком доларів. 4 березня 2022 року Billboard стверджував, що прикріплення нового альбому до фізичного пристрою вважається «комплектацією» — практика, яку організація визнала недійсною в 2020 році і ввела правило, яке забороняє вважати таку тактику продажами платівок. Каньє Вест відсвяткував вилучення альбому з чартів через свій аккаунт у Instagram, написавши: «Велика перемога для хлопця. Нас більше не можна рахувати чи засуджувати. Ми самі створюємо свої системи. Ми самі встановлюємо свою вартість, і [sic] вчорашня ціна — це не сьогоднішня ціна, крихіткооооо [sic] !!!!!». Журналіст Variety Кріс Віллман повідомив, що Каньє Вест продав 39 500 Stem Players станом на 18 лютого 2022 року, згідно з заявами репера. Віллман зазначив, що плеєр був доступний з жовтня 2021 року.
Продажі Stem Player протягом перших 24 годин після випуску альбому оцінюються в близько 11 000 одиниць, що означає валовий дохід альбому в 2,2 мільйона доларів.
Після виходу альбому на стрімінгових сервісах він комерційно провалився. У Сполучених Штатах було продано 6100 екземплярів, еквівалентних альбому, що стало найнижчим тиражем Каньє Веста за перший тиждень продажів. Повідомляється, що якби у нього був цілий тиждень трекінгу, то за перший тиждень було б продано 21 000 екземплярів. Через низькі продажі за перший тиждень альбом не потрапив до чарту Billboard 200, хоча дебютував на 39 місці в чарті Top Current Album Sales та на 30 місці в чарті Independent Albums.
У Європі альбом потрапив до чартів у Великій Британії, досягнувши 19 місця в чарті Official Album Downloads, у Швейцарії, досягнувши 72 місця, та Бельгії, досягнувши 193 місця.

## Критика
Версія «V2.22.22 Miami» альбому була сприйнята неоднозначно: критики назвали альбом незакінченим та лінивим порівняно з попередніми релізами Каньє Веста.
Джефф Іхаза з Rolling Stone назвав альбом «збиваючим з пантелику» проєктом, який зводить нанівець зацикленість Веста на «контролі над своїм чином», засудивши ліричний зміст, гостьові участі та відсутність чіткої концепції, хоч і похваливши деякі вокальні партії. Джек Гамільтон зі Slate написав про «безглузду» структуру пісень і «фальшиво-глибоку» лірику, а також про те, що його розчарував «халтурний» продакшн, у якому найкращі враження «потонули в морі сміття, що повторюється, розтягнутого за часом». Людовік Хантер-Тілні, який пише для Financial Times, вважав Donda 2 «повторним і непереконливим», що розкриває «серйозні недоліки» у творчості Веста і назвав «Security» хайлайтом альбому. У своїй рецензії для The Guardian Алексіс Петрідіс не схвалив відсутність тематичної спрямованості альбому, незакінчений продакшн і ліричний зміст за його «втомливі шпильки на адресу його відчуженої дружини», але визнав, що деякі моменти трохи показали «справжньо блискучого продюсера», яким Вест здатний бути.
Критик The Daily Telegraph Ніл Маккормік назвав Donda 2 найслабшим альбомом у кар'єрі Каньє Веста, побачивши в ньому «похмуру, шкодуючу себе і гірку» особистість — «мстиві огризання та плаксива жалість до себе». Маккормік критикував структуру пісень і рими, що повторюються, а також автотюн вокалу, хоча йому сподобалися деякі акомпануючі біти. Альфонс П'єр із Pitchfork описав альбом як «грубу незакінчену купу пісень», замасковану технологічною видовищністю Stem Player. Він описав пісні як «невиразні» і «непросмажені», які демонструють «пару крутих моментів», але здебільшого є аморфними.
У небагатьох рецензіях простежувалася незначна доброзичливість. Александра Полі з Highsnobiety залишила дуже теплі коментарі, описавши альбом як платівку про розлучення, яка «може похвалитися всіма ознаками» артиста, який переживає «післяшлюбний процес». Поулі була незадоволена тим, що Donda 2 не вистачає щирості, яку випромінюють інші альбоми на тему шлюбу, заявивши, що від нього «смердить его», яке приваблює фанатів Веста. Меттью Річі з HipHopDX вважає, що зосередженість Веста на своїй поточній драмі призвела до того, що Donda 2 вийшов «палицею з двома кінцями» — музично цілісним, але з недостатньо розвиненими ідеями.
Рецензуючи реліз 2025 року, Пол Аттард із журналу Slant Magazine написав, що хоча талант Веста часом був очевидним, «Happy» була «однією справді чудовою піснею... яка грала як гімн поганих рішень на всі віки». Він вважав, що Donda 2 загалом залишається таким самим, як і попередній реліз на Stem Player, і сказав, що нові пісні суттєво не змінили альбом.

## Список композицій
Список композицій взятий із Stem Player API, інформацію про треки «True Love», «City of Gods» та «Eazy» взято з Tidal.
| Список пісень релізу на Stem Player | Список пісень релізу на Stem Player | Список пісень релізу на Stem Player | Список пісень релізу на Stem Player | Список пісень релізу на Stem Player |
| #                                   | Назва                               | Автор | Продюсер(и) | Тривалість                          |
| ----------------------------------- | ----------------------------------- | --- | --- | ----------------------------------- |
| 1.                                  | «True Love»                         | Kanye West Jahseh Onfroy John Branch John Cunningham Mark Williams Michael Dean Peter Phillips Raul Cubina                                               | Kanye West John Cunningham Mike Dean Ojivolta | 3:17                                |
| 2.                                  | «Broken Road»                       | | | 1:40                                |
| 3.                                  | «Get Lost»                          | | | 2:35                                |
| 4.                                  | «Too Easy»                          | | | 2:58                                |
| 5.                                  | «Flowers»                           | | | 2:51                                |
| 6.                                  | «Security»                          | | | 2:16                                |
| 7.                                  | «We Did It Kid»                     | | | 2:48                                |
| 8.                                  | «Pablo»                             | | | 2:34                                |
| 9.                                  | «Louie Bags»                        | | | 3:13                                |
| 10.                                 | «Happy»                             | | | 4:45                                |
| 11.                                 | «Sci-Fi»                            | | | 3:34                                |
| 12.                                 | «Selfish»                           | | | 1:39                                |
| 13.                                 | «Lord Lift Me Up»                   | | | 2:09                                |
| 14.                                 | «City of Gods»                      | West Cubina Dean Williams Allan Lopez Andrew Taggart Aswad Asif Brittany Amaradio Christian Tejada Dwayne Abernathy Hamza Hamaal Malik Piper Maxie Ryles | Kanye West Ojivolta AyoAA Heemz Lil Mav The Chainsmokers Tweek Tune Dem Jointz [a] Mike Dean [b] BoogzDaBeast [b] Bordeaux [b] Non Native [b] Scoop [b] | 4:16                                |
| 15.                                 | «First Time in a Long Time»         | | | 3:04                                |
| 16.                                 | «Eazy»                              | West Drew Gavin Jayceon Taylor Lorenzo Patterson | Mike Dean Big Duke Cash Jones DJ Premier Hit-Boy | 3:54                                |
| 47:22                               |                                     | | |                                     |

| Список пісень після перевидання | Список пісень після перевидання | Список пісень після перевидання                                                           | Список пісень після перевидання | Список пісень після перевидання |
| #                               | Назва                           | Автор                                                                                     | Продюсер(и) | Тривалість                      |
| ------------------------------- | ------------------------------- | ----------------------------------------------------------------------------------------- | --- | ------------------------------- |
| 1.                              | «True Love»                     | West Onfroy Branch Cunningham Williams Dean Rock Phillips Cubina                          | Kanye West Cunningham Dean Ojivolta | 2:17                            |
| 2.                              | «Broken Road»                   |                                                                                           | Kanye West AllDay Theophilus London | 1:41                            |
| 3.                              | «Get Lost»                      |                                                                                           | Kanye West Ojivolta [ 68 ] | 2:34                            |
| 4.                              | «Keep the Flowers»              |                                                                                           | vWest Digital Nas Ojivolta | 2:51                            |
| 5.                              | «Jesse»                         |                                                                                           | Kanye West Digital Nas | 2:07                            |
| 6.                              | «Too Easy»                      |                                                                                           | Kanye West Beach House Dem Jointz | 2:57                            |
| 7.                              | «Pablo»                         |                                                                                           | Kanye West Dean Ojivolta Marilyn Manson | 3:00                            |
| 8.                              | «Mr Miyagi»                     |                                                                                           | Kanye West AyoAA [ 69 ] | 2:57                            |
| 9.                              | «Happy»                         |                                                                                           | Kanye West Wheezy [ 70 ] Digital Nas | 3:31                            |
| 10.                             | «Security»                      |                                                                                           | Kanye West Digital Nas Lenny Wee | 2:18                            |
| 11.                             | «City of God»                   | West Cubina Dean Williams Lopez Taggart Asif Amaradio Tejada Abernathy Hamaal Piper Ryles | West Ojivolta AyoAA Heemz Lil Mav The Chainsmokers Tweek Tune Dem Jointz [a] Dean [b] BoogzDaBeast [b] Bordeaux [b] Non Native [b] Scoop [b] | 4:16                            |
| 12.                             | «530»                           | West Michael Mulé Isaac De Boni Jahmal Gwin                                               | Kanye West BoogzDaBeast E*vax FnZ | 2:02                            |
| 13.                             | «City of Chi»                   |                                                                                           | | 2:42                            |
| 14.                             | «Scifi»                         |                                                                                           | | 4:00                            |
| 15.                             | «Suzy»                          |                                                                                           | | 1:24                            |
| 16.                             | «Burn Everything»               | West Sean Leon Bijan Amir Cunningham                                                      | Kanye West Leon Amir Cunningham | 2:01                            |
| 17.                             | «Louie Bags»                    |                                                                                           | Kanye West ATL Jacob Digital Nas Gavin Hadley JW Lucas Kid Krono [ 71 ]                                                                      | 5:05                            |
| 18.                             | «We Did It»                     |                                                                                           | Kanye West Digital Nas Ojivolta | 3:54                            |
| 19.                             | «Maintenance»                   |                                                                                           | | 1:13                            |
| 20.                             | «Lord Lift Me Up»               |                                                                                           | Kanye West BoogzDaBeast | 2:10                            |
| 21.                             | «First Time in a Long Time»     |                                                                                           | | 3:08                            |
| 58:34                           |                                 |                                                                                           | |                                 |

- ↑  означає співпродюсера
- ↑  означає додаткового продюсера

Незазначені гостьові участі
- «True Love» та «Selfish» містить вокал XXXTentacion.
- «Broken Road» містить вокал Don Toliver.
- «We Did It Kid» містить вокал Baby Keem та Migos.
- «Pablo» містить вокал Future та Travis Scott.
- «Louie Bags» містить вокал Jack Harlow.
- «Happy» містить вокал Future.
- «Sci-Fi» містить вокал Sean Leon.
- «Lord Lift Me Up» містить вокал Vory.
- «City of Gods» містить вокал Alicia Keys, Fivio Foreign та Playboi Carti.
- «First Time in a Long Time» містить вокал Soulja Boy.
- «Eazy» містить вокал The Game.

Семпли
- «Security» містить семпли «Wanna Trap» Mica Levi[72].
- «Louie Bags» містить уривок телефонної розмови Камали Гарріс.
- «Sci-Fi» містить уривок монологу Кім Кардаш'ян з Saturday Night Live.
- «Eazy» містить семпл з «Eazy-Duz-It» від Eazy-E[15].

## Чарти
| Чарт (2025)                                  | Пікова позиція |
| -------------------------------------------- | -------------- |
| Бельгія Belgian Albums (Ultratop Flanders)   | 193            |
| Португалія Portuguese Albums (AFP)           | 102            |
| Швейцарія Swiss Albums (Schweizer Hitparade) | 72             |
| Велика Британія UK Digital Albums (OCC)      | 19             |
| США Independent Albums (Billboard)           | 30             |
| 39                                           |                |